# Myroconger nigrodentatus
Myroconger nigrodentatus is een  straalvinnige vissensoort uit de familie van witte zeealen (Myrocongridae). De wetenschappelijke naam van de soort is voor het eerst geldig gepubliceerd in 1995 door Castle & Béarez.
De soort staat op de Rode Lijst van de IUCN als niet bedreigd, beoordelingsjaar 2007.